# 水冷

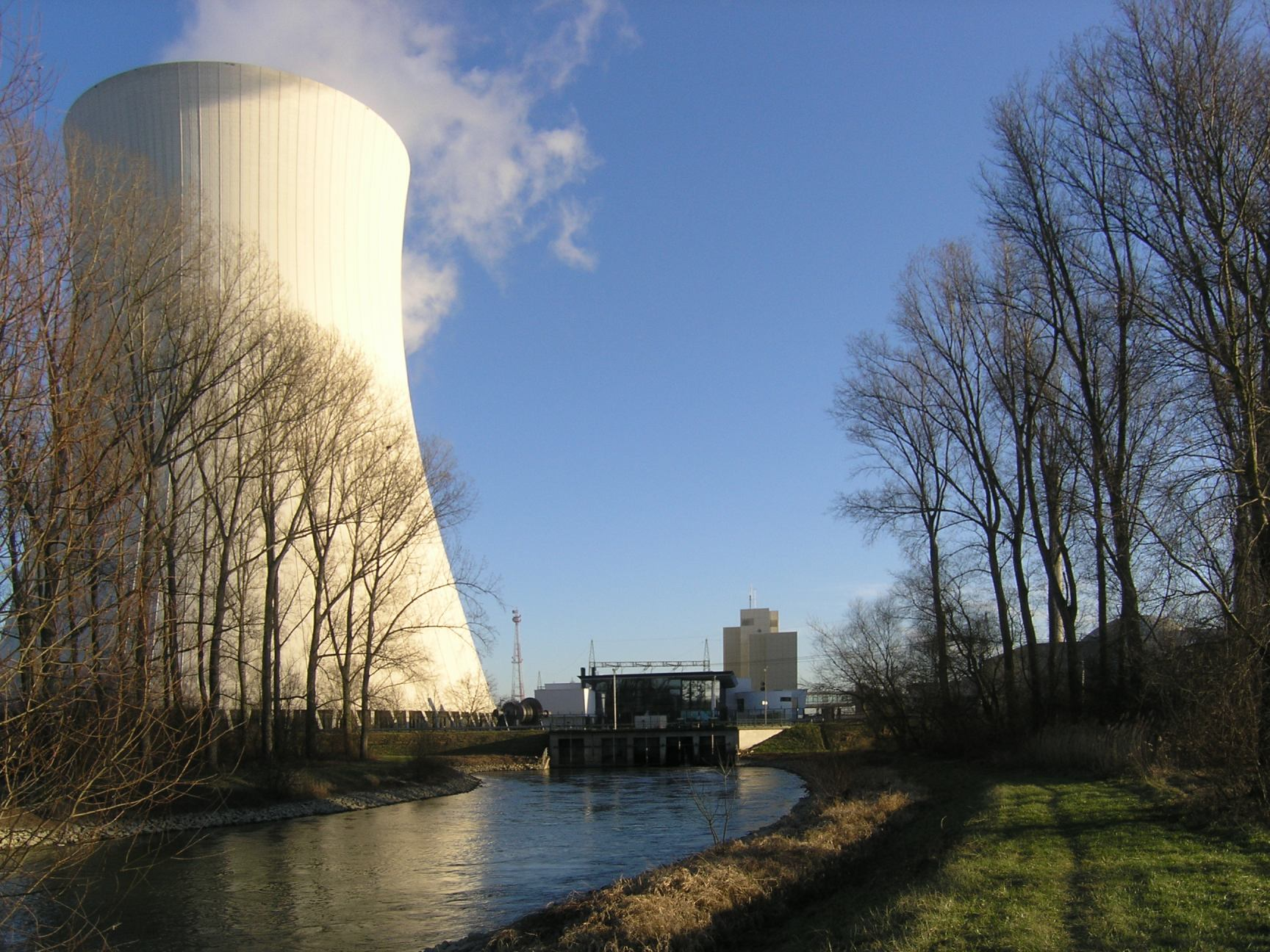
核电站的冷却塔及排水口

水冷是一種液體冷卻方式，一般是指用水等水性液體來冷卻機器。其冷卻運行方式跟油冷大同小異，都是將水在機器的水道裡和在外部用喉管連接的散熱器不停地穿流冷卻。一般来说，水冷的散热比风冷散热效率更高。水的價格便宜，而且沒有毒性，不過水中可能含有雜質，而且可能會造成金屬的锈蝕。
水冷常用在車輛的內燃機引擎，以及發電廠的熱傳遞或是散熱。在高級的個人電腦裡，也會有水冷系統來帶走CPU及GPU等元件的熱量。大部份的重機槍都需要用水冷散熱。而電動車、混合動力車輛也會由水冷冷卻電池、變頻器、馬達等運作時會產熱的電氣元件。
其他的用途包括泵中的潤滑油、利用水冷技術的换热器、用在大樓空調的暖通空調以及冰水機等